# Zdvojená podlaha

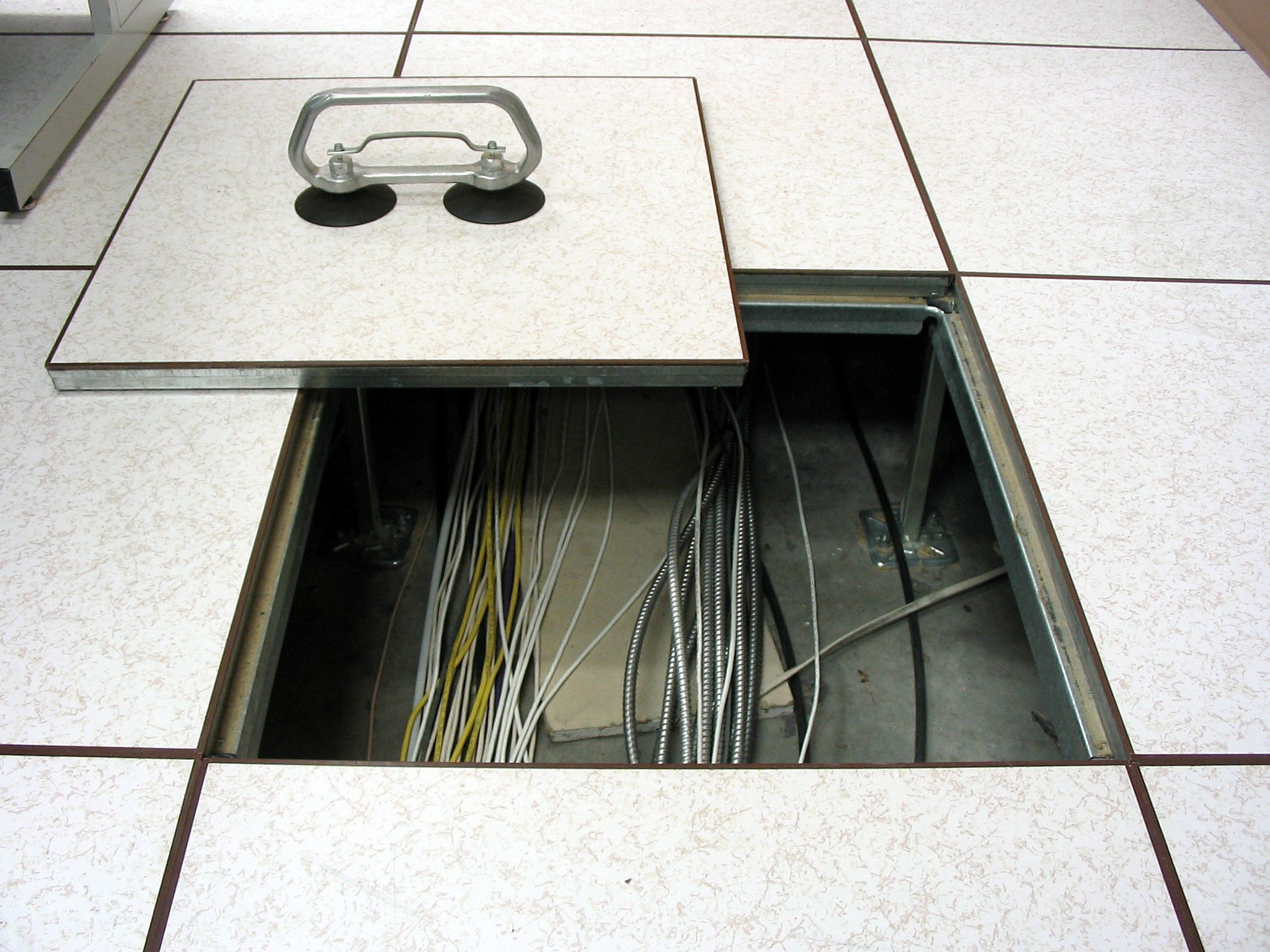
Podlahový panel zvednutý pomocí přísavky

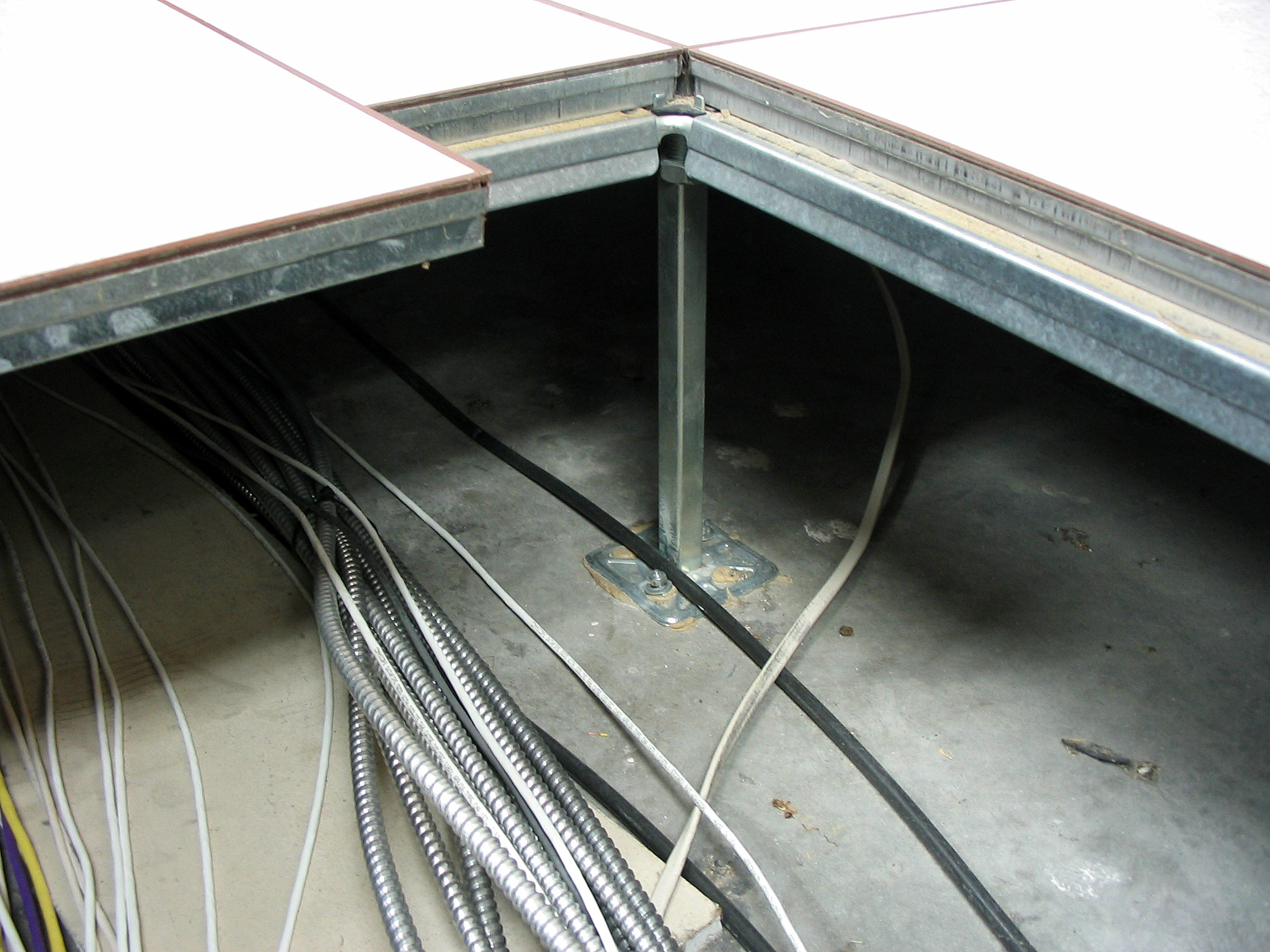
Částečně demontovaná zdvojená podlaha, je vidět stojka a spojovací úhelníky

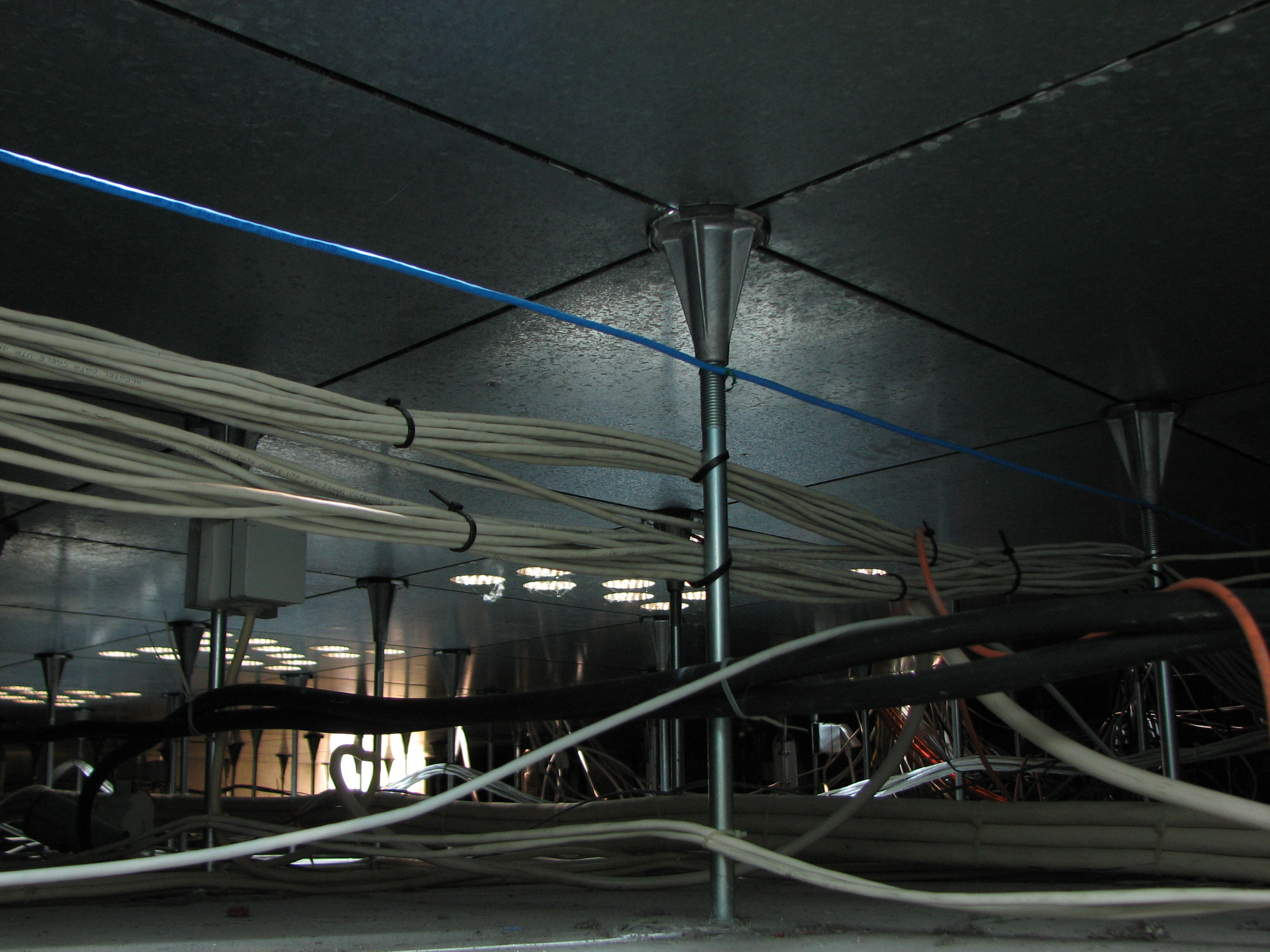
Prostor pod podlahou s kabely

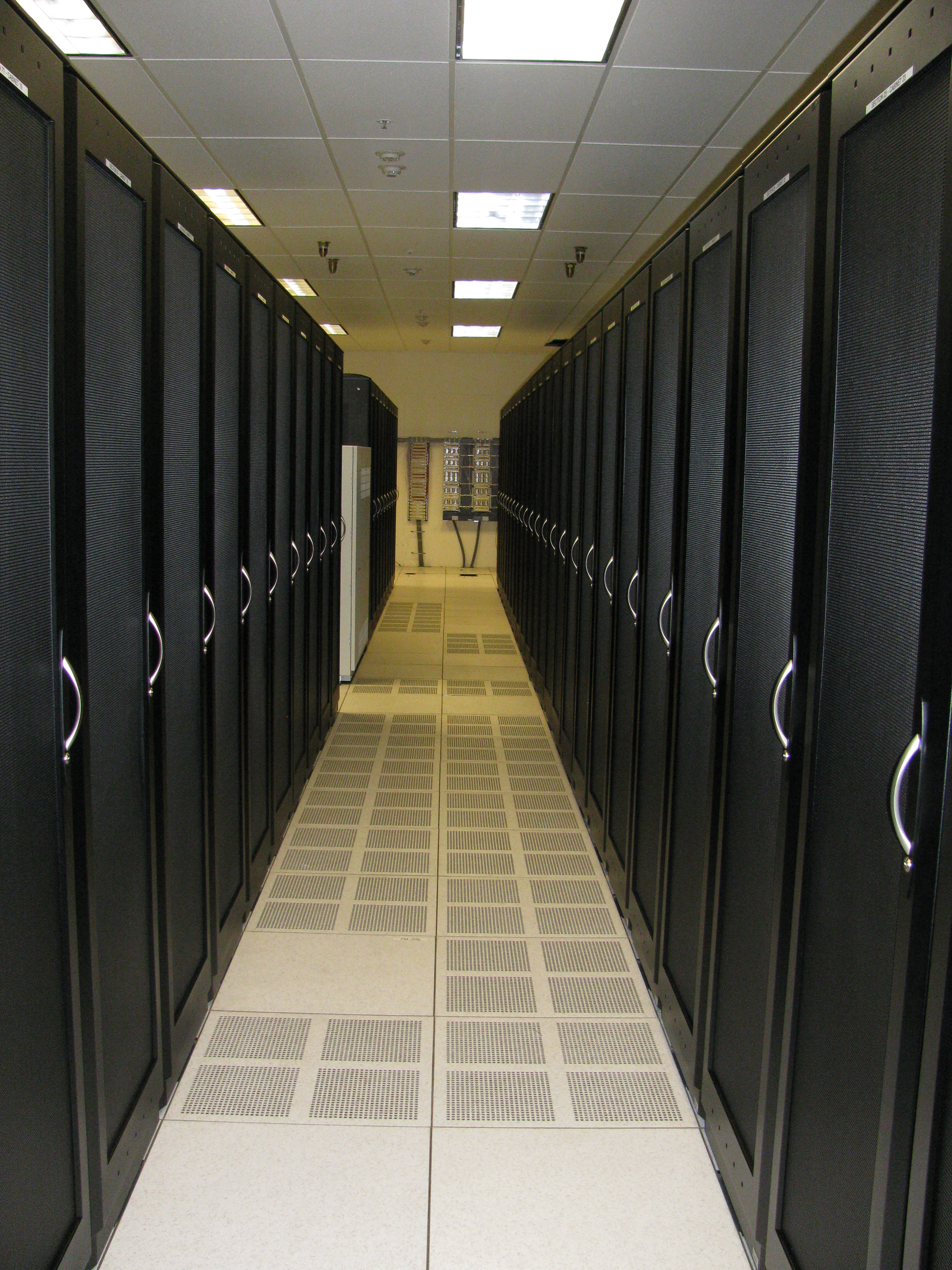
Dvě řady stojanů v serverovně, perforované podlahové panely slouží pro přívod chladicího vzduchu

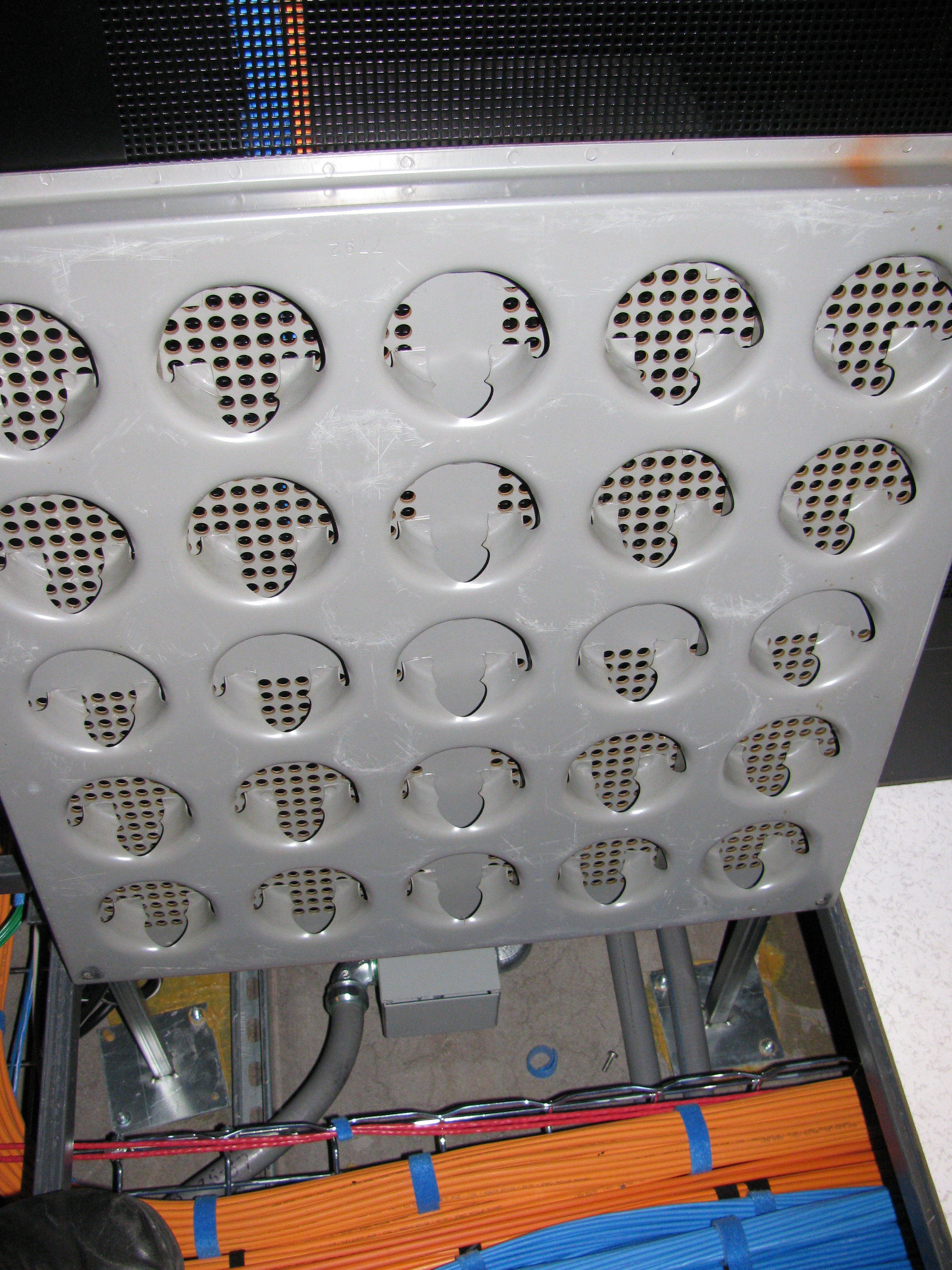
Odklopený perforovaný podlahový panel

Zdvojená podlaha je pochozí plocha umístěná na pomocné konstrukci nad pevnou podlahou místnosti. Cílem je získat v dutině pod zdvojenou podlahou prostor pro umístění elektrických vedení, potrubí, vzduchotechnických zařízení, ale také např. pro rozvody stabilního hasicího zařízení.
Zdvojené podlahy jsou využívány v moderních administrativních budovách a v prostorách speciálního určení jako jsou velíny, dispečinky, datová centra, prostory pro umístění telekomunikačních zařízení (telefonní ústředny, rozhlasové nebo televizní vysílače). Pro zdvojené podlahy je typické, že plocha je složena z menších desek, které je možné jednoduchým způsoben z konstrukce vyjmout a získat tak přístup k vedením a zařízením uloženým v dutině podlahy. Výška zdvojené podlahy nad původní podlahou může být v rozmezí od 5 do 120 cm. Dodatečné výztuhy a případně osvětlení se instalují, jestliže výška dutiny umožňuje pohyb obsluhy v dutině pod podlahou.
V datových centrech mohou být vytvářeny ohraničené klimatizované zóny. Ochlazený vzduch vystupuje ze zdvojené podlahy otvory v dlaždicích a je nasáván do počítačových stojanů. Zahřátý vzduch je pod stropem odsáván do klimatizačního zařízení, kde je upraven, ochlazen a odveden do prostoru zdvojené podlahy.

## Konstrukce
Základem zdvojené podlahy je mřížová kovová konstrukce nebo sestava z výškově nastavitelných spojek, které nesou vyjímatelné podlahové panely (dlaždice). Obvyklá velikost panelů je 60 × 60 cm, tloušťka například 38 mm. Tloušťka se liší podle požadované nosnosti a použitého materiálu. Výška zdvojené podlahy nad základní podlahou se řídí rozměry kabelů a rozvodů, které do ní mají být umístěny. Běžná výška je 15 cm.
Panely mohou být zhotoveny z vysokohustotní dřevotřísky, kryté ocelovým plechem nebo ze silikátových desek s povrchem z plechu. Vnější, pochozí povrch může být krytý libovolným materiálem užívaným jako podlahová krytina: kobercem, vysokotlakým laminátem, keramickou dlažbou nebo antistatickým povrchem pro počítačové místnosti a laboratoře. Podlahové panely mohou být zhotoveny i z betonu a po položení utěsněny, takže plně nahradí dlažbu. Takové panely se používají ve vstupních halách administrativních budov, muzeích, kasinech a dalších prostorech s velkým pohybem osob.
V datacentrech se zdvojená podlaha používá pro distribuci chladicího vzduchu s minimálními ztrátami. Ochlazený vzduch vystupuje z podlahy na vhodných místech otvory v podlahových panelech. V tomto případě může být do systému rozvodu vzduchu integrováno automatické hasicí zařízení.
Mnoho administrativních budov využívá zdvojené podlahy k vytváření flexibilnějších a lépe využitelných prostor. Jestliže je podpodlahový rozvod vzduchu vybudován už při stavbě budovy, je takové zařízení levnější a lze ho snáze přizpůsobit během života budovy. Navíc, jestliže je budova vybavena modulárními elektrickými rozvody a modulárními příčkami, může být přizpůsobena novým účelům během velmi krátké doby. Není třeba bourat příčky a vrtat otvory pro nové rozvody.
Podlahové panely jsou po instalaci vybavení jen zřídka odkrývány a prostory pod zdvojenou podlahou jsou málokdy čištěny, takže se v nich usazuje prach a jiné nečistoty. Ve zdvojené podlaze jsou přitom instalovány kouřové detektory, které mohou díky zvířenému prachu vyvolávat falešné poplachy.

## Zvedák panelů
Ke zvedání podlahových panelů se používají různé zvedáky s přísavkami.

## Strukturální problémy
Strukturální problémy, jako jsou houpající se panely nebo mezery mezi nimi, mohou způsobit významné ohrožení zařízení nebo zranění obsluhy. Pravidelná kontrola neporušenosti systému zdvojené podlahy pomáhá problémy nacházet a předcházet jim.
Mnoho problémů lze přičíst kvalitě provedení základní podlahy. Během instalace je nutné věnovat pozornost stavu základní podlahy, která by měla být očištěna od veškerých nečistot, zbytků stavebních materiálů a co nejrovnější.
Stěny místnosti se zdvojenou podlahou by měly být tak kolmé, jak je to možné, aby se omezila nutnost řezání podlahových panelů a tím se minimalizovalo houpání panelů a mezery mezi nimi.

## Vlivy chlazení
Instalace zdvojené podlahy může změnit tepelné poměry v budově omezením vzájemného působení horkých míst a masivních betonových konstrukcí s velkou tepelnou setrvačností. Zdvojená podlaha slouží jako tepelná bariéra mezi provozními prostory a betonovou konstrukcí budovy.

## Využití v telekomunikačních centrech
Zdvojené podlahy určené pro všeobecné použití nevyhovují speciálním požadavkům telekomunikačních aplikací. Hlavní typy zdvojených podlah v telekomunikačních a datových centrech jsou:
- se samostatnými stojkami – výškově nastavitelné stojky jsou v místě rohů podlahových panelů a jsou připevněny pouze k základní podlaze, nejsou propojeny navzájem, panely jsou podepřeny jen v rozích,
- se stojkami vzájemně propojenými – výškově nastavitelné stojky jsou upevněny k základní podlaze a navíc jsou propojeny příčkami, které podepírají i hrany podlahových panelů,
- samonosná konstrukce – vytvořená ze sešroubovaných nebo svařených úhelníků jako kompaktní konstrukce, nesoucí i přístrojové vybavení (rozváděče, počítačové racky),
- příhradová konstrukce – stojky a příčky jsou vyztuženy dalšími šikmými vzpěrami pro zvýšení nosnosti.

Telekomunikační zařízení v serverovnách a datacentrech jsou často uspořádána v řadách. Stojany (rozváděče, racky) jsou bez mezer umístěny vedle sebe do řady. Mezi řadami je potom obslužná ulička, ze které je možné dozorovat, opravovat a nastavovat zařízení. S výhodou se využívá toho, že sousedící řady jsou obráceny čelem k sobě. Následně je možné přivádět perforovanými panely zdvojené podlahy chlazený vzduch, který nasávají chladicí ventilátory ve stojanech. Ohřátý (znehodnocený) vzduch je odváděn na opačné straně stojanů.